# Almeida de Sayago
Almeida de Sayago è un comune spagnolo di 657 abitanti situato nella comunità autonoma di Castiglia e León.